# Métagabbro

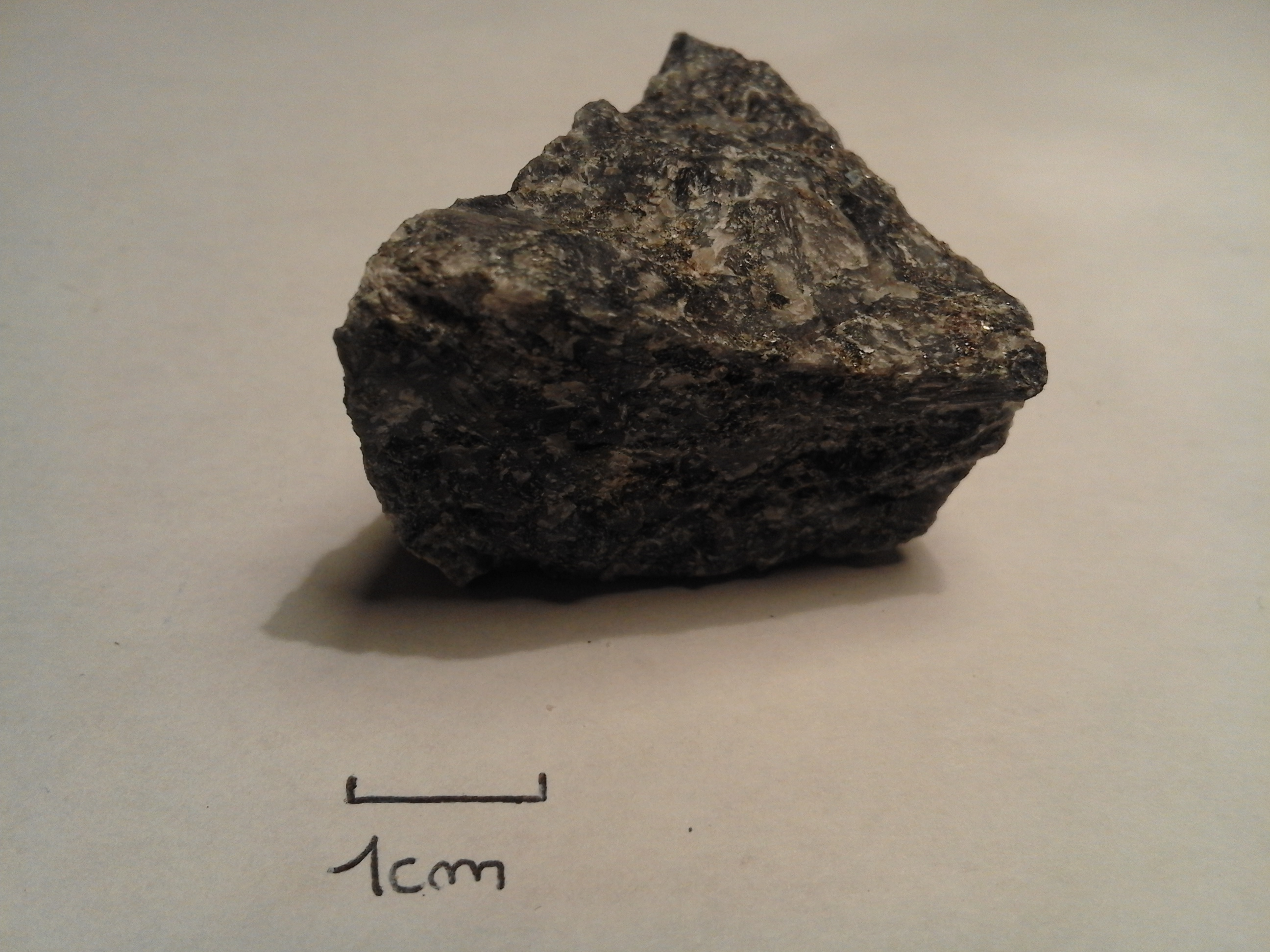
Métagabbro (Loire-Atlantique, France).

Un métagabbro est un gabbro ayant subi un métamorphisme. Le pyroxène et le feldspath plagioclase ne sont alors plus les seuls minéraux composant la roche. On peut citer :
- les métagabbros du faciès amphibolite (à hornblende), résultat du métamorphisme hydrothermal des gabbros ;
- les schistes verts, résultat de la poursuite du métamorphisme hydrothermal ;
- les schistes bleus, résultat du métamorphisme de subduction des schistes verts ;
- les éclogites, résultat de la poursuite du métamorphisme de subduction.

Le gabbro se transforme progressivement en métagabbro en suivant le diagramme de pression/température (P, T, t) ci-dessous :

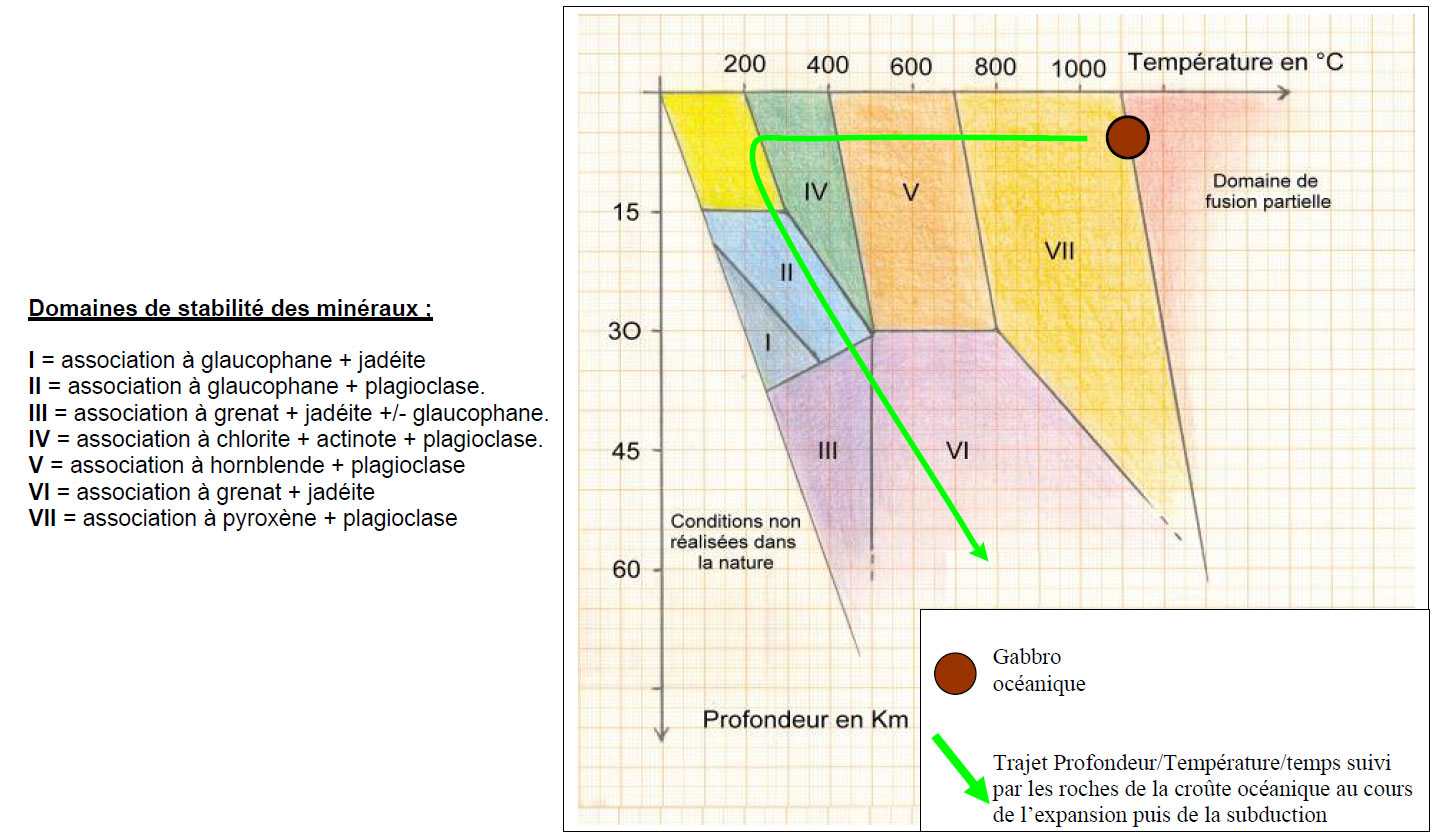
Domaines de stabilité des minéraux constituant le (méta)gabbro